# Clemente Revilla
Clemente Justiniano Revilla Villanueva (Chuquibamba, 6 de septiembre de 1872 - Lima, 28 de enero de 1944) fue un abogado y político peruano. Fue ministro de Fomento y Obras Públicas (1918); Ministro de Gobierno (1918); y Presidente del Congreso Constituyente (1932-1936). Forjado en el civilismo, en 1931 fundó su propio partido, el Nacionalista. Se caracterizó por ser un «político práctico sin hondura ideológica» (Tauro del Pino).

## Biografía
Hijo de Emilio Revilla, próspero hacendado y diputado nacional, y Teresa Villanueva. Cursó sus estudios escolares en el Colegio Nacional San Luis Gonzaga, de su ciudad natal. Luego ingresó a la Universidad Nacional de San Agustín de Arequipa, en donde se graduó de bachiller y licenciado en Jurisprudencia en 1898, recibiéndose de  abogado. 
Ejerció como director del colegio San Luis Gonzaga y se afilió en el Partido Civil. Fue elegido alcalde de la Municipalidad Provincial de Chuquibamba. Luego fue elegido y reelecto diputado por la provincia de Condesuyos (1901-1910) y senador por el departamento de Arequipa (1911-1919).
Durante el segundo gobierno de José Pardo y Barreda, fue nombrado Ministro de Fomento (de 27 de abril a 2 de septiembre de 1918) y de Gobierno (de 2 de septiembre a 18 de diciembre del mismo año). Su último periodo legislativo se truncó por el golpe de Estado que elevó a la presidencia de la República a Augusto B. Leguía, el 4 de julio de 1919. Se retiró entonces a la vida privada. 
Retornó a la actividad política apoyando el golpe de Estado, que desde Arequipa encabezó el comandante Luis Sánchez Cerro, en agosto de 1930. La Junta de Gobierno que se instaló, bajo la presidencia de Sánchez Cerro, lo nombró prefecto del departamento de Arequipa. Poco después, renunció  a dicho cargo, para fundar un partido de alcance nacional, el Partido Nacionalista.
En las elecciones generales de 1931 fue elegido diputado por Arequipa al Congreso Constituyente de 1931-1936. Fue elegido Primer Vicepresidente del Congreso, y en tal calidad, ante la ausencia de su Presidente, doctor Luis Antonio Eguiguren, a partir de abril de 1932 pasó a ejercer la presidencia de manera interina. Asimismo, ejerció como Presidente de la Comisión de Constitución. Finalmente, el 11 de agosto de 1932, fue elegido Presidente del Congreso, cargo en el que se mantendría hasta el final de este, a fines de 1936. Le correspondió refrendar la nueva Constitución Política de 1933 aprobada por dicho Congreso, y le tocó investir con la insignia del mando supremo al Mariscal Óscar R. Benavides, elegido presidente de la República por el Congreso, tras el asesinato de Sánchez Cerro, en abril de 1933.
Finalizando la dictadura de Benavides en 1939, fue elegido nuevamente senador por Arequipa, pero no culminó su periodo pues falleció en la mañana del 28 de enero de 1944 a los 71 años en Lima.